# Villa Tugendhat

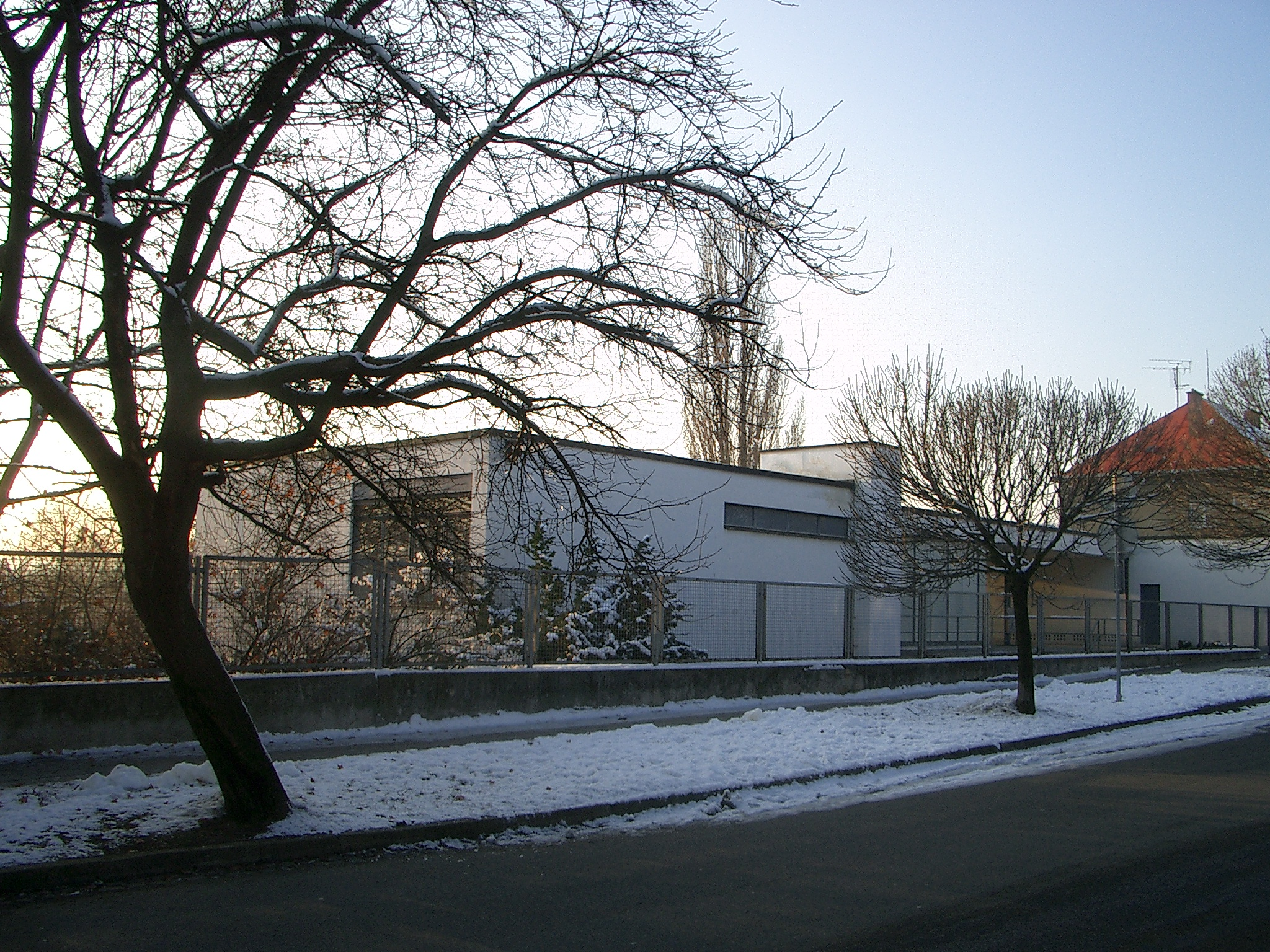
Fachada sobre la calle.

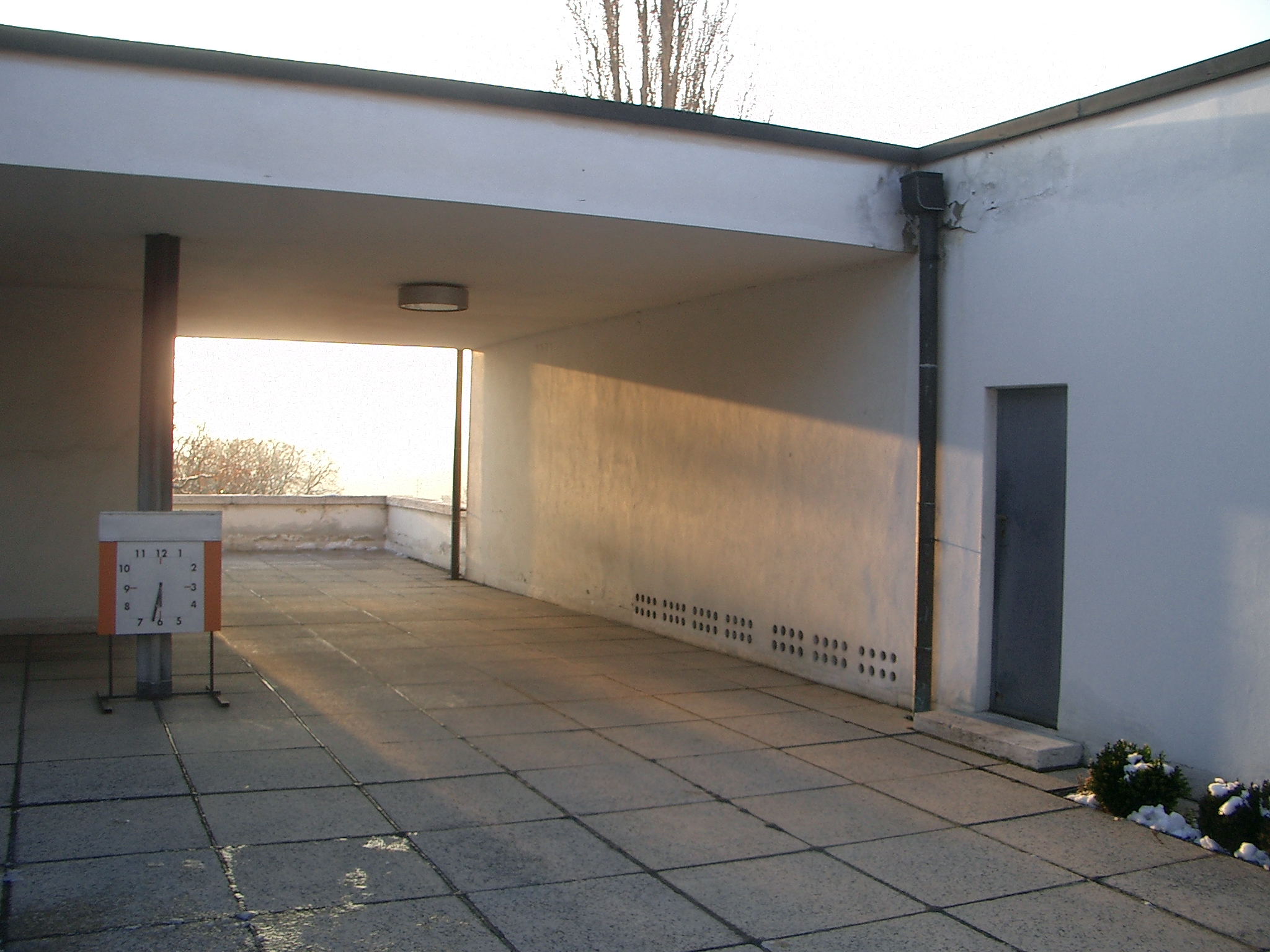
Entrada.

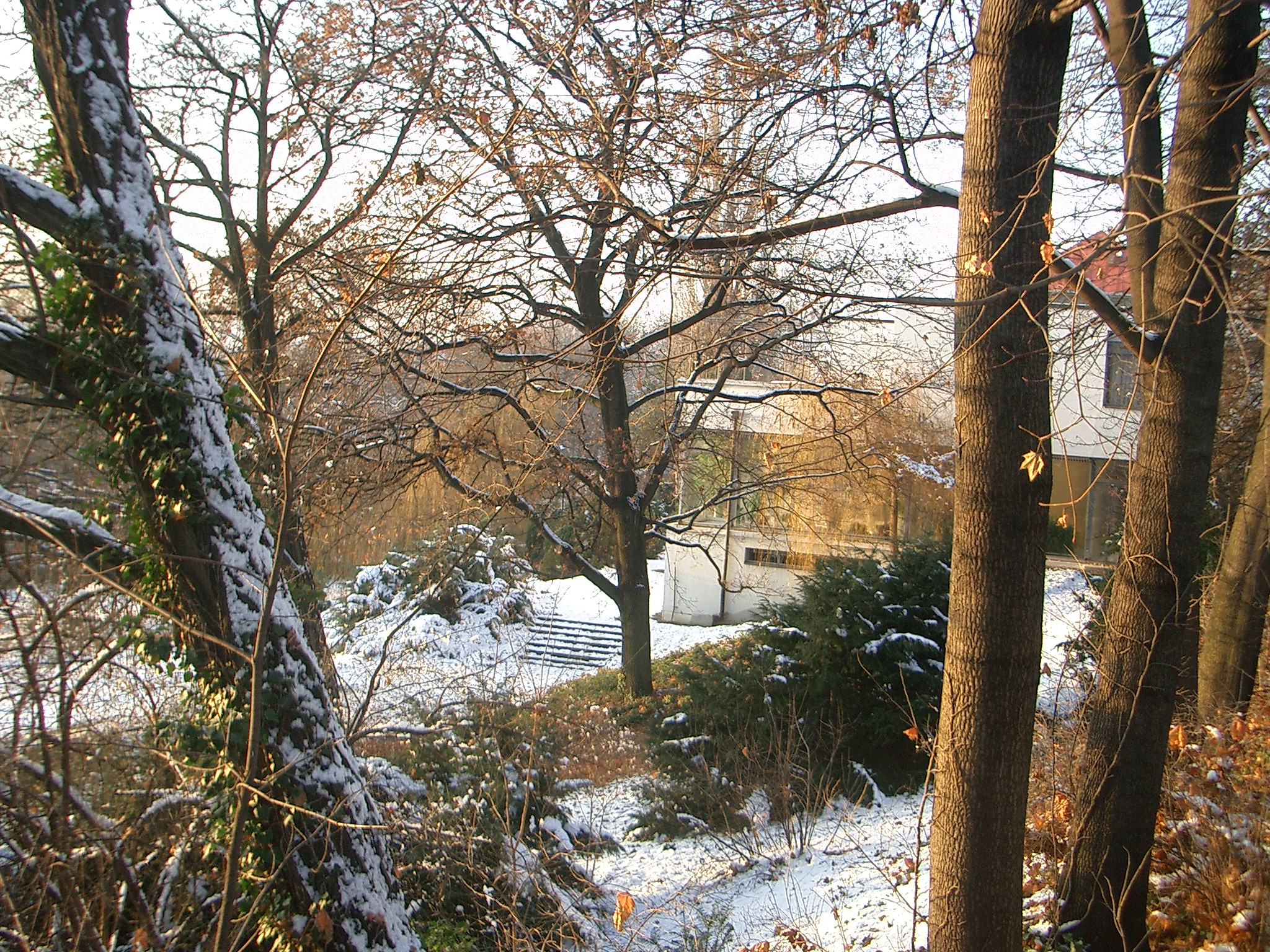
Costado de la villa.

La Villa Tugendhat es una obra maestra de los arquitectos Lilly Reich y Ludwig Mies van der Rohe. Según la Unesco, es «un ejemplo remarcable del funcionalismo  en la arquitectura moderna tal como se desarrolló en Europa en el correr de los años veinte».

## La casa
La villa está situada en la ciudad de Brno, cerca del parque central ´Lužánky´, actualmente República Checa, sobre un terreno en pendiente.
Mies y Reich colaboraban desde 1926. Habían realizado la Exposición La Vivienda en Stuttgart en 1927 que era parte de la Weissenhofsiedlung. Posteriormente habían diseñado para la Feria de la Moda en Berlín (1927) el Café de Seda y Terciopelo. En estas exposiciones habían experimentado con los planos libres y con el concepto del "espacio que fluye sin restricciones" y que desarrollarán más adelante en el Pabellón alemán de Barcelona y en la Villa Tugendhat.
La estructura de acero, como en el Pabellón alemán de la Exposición Universal en Barcelona (1929), permite distribuir los diferentes espacios con gran libertad. También aquí se usa como recurso el muro de ónix. 
Mies y Reich diseñaron todo el mobiliario. El jardín fue proyecto de Markéta Roder-Müller. Participaron además Hermann John y Sergio Ruegenberg en el diseño de los interiores.
La casa se construyó en un terreno en pendiente con vistas a importantes monumentos de la ciudad, como el castillo de Špilberk y la Catedral. Se organiza en tres plantas. La primera es una planta técnica, la segunda tiene los espacios comunes, jardín de invierno, cocina y salas del personal. En la tercera, está la entrada principal desde la calle, las habitaciones de los padres, de los niños, de la institutriz y una amplia terraza.

### Historia
Construida entre 1929 y 1930 para Fritz Tugendhat y su esposa Grete Low-Beer, los padres del filósofo alemán Ernst Tugendhat, rápidamente se convierte en un ícono de la arquitectura moderna funcionalista.
Los Tugendhat eran judeochecos de habla alemana pertenecientes ambos a familias de industriales textiles que conocían a Lilly Reich por su trabajo en la Werkbund.
Huyeron cuando la amenaza de la invasión de la Alemania nazi se volvió inminente. Partieron primero hacia Suiza y luego a Venezuela. Tiempo después volvieron a Suiza y Greta regresó a la villa donde ve la casa destrozada y dos años más tarde muere. 
Durante la Segunda Guerra Mundial, la villa fue ocupada por los alemanes que instalaron allí una oficina de construcción de fábricas  Messerschmitt. Después de la derrota alemana fue ocupada por los soviéticos y durante ambas ocupaciones la villa fue dañada y saqueada.
En 1955, la villa se convierte en propiedad estatal y funciona como centro de reeducación de niños.
En 1963, la Villa Tugendhat fue proclamada monumento cultural, siendo restaurada.
Fue en la Villa Tugendhat donde se encontraron en 1992 los primeros ministros checo y eslovaco, Václav Klaus y Vladimír Mečiar, para ajustar la división de Checoslovaquia. 
Actualmente la villa está abierta al público, en su interior hay un museo y la alcaldía de Brno organiza actividades culturales.
La villa Tugendhat ha sido declarada Patrimonio de la Humanidad por la Unesco en 2002. Las subvenciones de la Unesco deben servir para restaurar la villa lo más fielmente posible al proyecto original, en particular a nivel de los materiales.
En estos momentos la villa ha sido entregada a los descendientes de su dueño original, que le fue arrebatada durante los conflictos internos políticos checos después de la Segunda Guerra Mundial. La señora Danielle Hammer-Tugendhat es la que actualmente se encarga de la villa junto con su hermana Ruth y desean llevar una reconstrucción rápida y profesional del inmueble. Cabe destacar que el 70% de la casa se restauró con las partes originales con las que contaba en sus inicios, que se encontraron en varios lugares del país .